# Stanisław Szpunar
Stanisław Marian Szpunar (ur. 15 stycznia 1923 w Rzeszowie, zm. 16 listopada 2016 tamże) – polski informatyk, więzień niemieckich obozów koncentracyjnych.

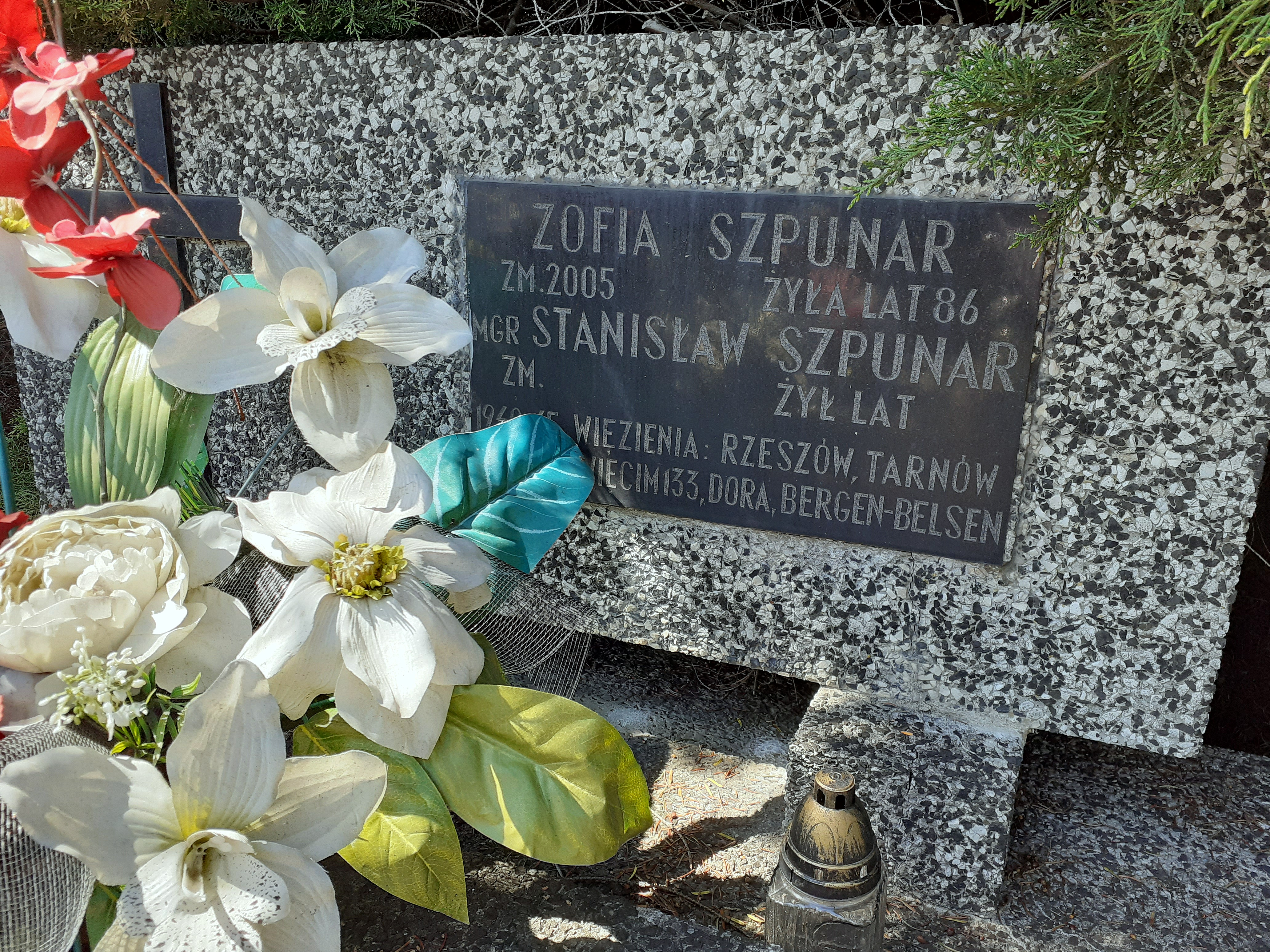
Grobowiec Zofii i Stanisława Szpunarów

## Życiorys
Syn Mariana i Władysławy. Po wybuchu II wojny światowej znalazł się pod okupacją niemiecką. Był więziony w swoim rodzinnym Rzeszowie oraz w Tarnowie, zaś 14 czerwca 1940 został deportowany w pierwszym transporcie więźniów politycznych do obozu Auschwitz-Birkenau (numer obozowy 133). Więźniem KL Auschwitz-Birkenau był do 1945, potem był jeszcze więźniem KL Buchenwald i KL Bergen-Belsen. Po wojnie studiował na Akademii Handlowej. Pracował jako informatyk przy pierwszych polskich komputerach. Był jednym z bohaterów filmu dokumentalnego „Koledzy. Portrety z pamięci” (scen. i reż. Gabriela Mruszczak, rok produkcji 2013). Przed śmiercią był jednym z 6 ostatnich, żyjących więźniów tarnowskiego transportu do KL Auschwitz (stan na czerwiec 2016) oraz ostatnim rzeszowianinem z pierwszego transportu.
W 2000 został odznaczony Krzyżem Oficerskim Orderu Odrodzenia Polski.
Został pochowany 18 listopada 2016 na cmentarzu Wilkowyja w Rzeszowie.